# Joe Strummer – The Future Is Unwritten
Joe Strummer – The Future Is Unwritten ist ein 2007 erschienener Dokumentarfilm von Julien Temple über Joe Strummer, den Sänger der englischen Punkrock-Gruppe The Clash.
Der Film feierte am 20. Januar 2007 auf dem Sundance Film Festival Premiere und wurde am 24. Februar 2007 auf dem Dublin Film Festival gezeigt.

## Handlung
Die Dokumentation porträtiert den Musiker beginnend von seiner Kindheit in London, am Newport College of Art in Wales und seine Jugendzeit, die durch den Krieg in Vietnam seine politische Haltung prägte. Es wird sein Werdegang gezeigt vom Hausbesetzer zum Protestsänger und Musiker, seine Konzerte, aber auch seine Krisen.
Unterlegt mit zahlreichen Musiktiteln berichten, vier Jahre nach Strummers Tod, seine Freunde und Weggefährten, darunter Topper Headon, Bono von U2, Matt Dillon, Jim Jarmusch, Johnny Depp, John Cusack oder die Weinstein-Brüder, wie sie Strummer kannten und welche Episoden sie mit ihm erlebt hatten. Mit dokumentarischen Bildern und Film- und Musikszenen unterlegt, erscheint sein Leben, wie es von ihm gelebt wurde.

## Hintergrund
Joe Strummer schrieb als Frontmann der The Clash Musikgeschichte. Titel wie London Calling oder Should I Stay Or Should I Go gehören zu den bekanntesten Titeln. Er war ein Revolutionär der Punk- und Rockmusik, weil er zusammen mit der Gruppe politische Inhalte behandelte, die über kommerzielle Interessen hinausgingen.

## Kritiken
Der Film kam bei der Kritik allgemein gut an. Die Filmbewertungswebseite Rotten Tomatoes kommt, basierend auf 64 Rezensionen, auf 89 % positive Kritiken. Auf Metacritic hat der Film eine durchschnittliche Bewertung von 79 von 100 möglichen Punkten, basierend auf 19 Rezensionen.
Marc Savlov von The Austin Chronicle bewertete ihn als den achtbesten Film des Jahres 2007. Stephanie Zacharek von Salon.com bezeichnete ihn als den neuntbesten Film in 2007, während er von Kritiker Andrew O’Hehir von demselben Magazin auf Platz 2 setzte.
Das Lexikon des internationalen Films urteilte: „Liebevolles Porträt des 2002 gestorbenen Punk-Rockers Joe Strummer ‚The Clash‘, das den Werdegang des Musikers nachzeichnet und zugleich dessen widersprüchlichem Charakter in all seinen Facetten gerecht wird. Dabei macht der Regisseur keinen Hehl aus seiner freundschaftlichen Nähe zum Porträtierten.“
„Strummers Ideen, Erfahrungen und Erfolge sind der Brennpunkt der Geschichte, die Julien Temple zu einem epischen Abenteuer arrangiert. In virtuos geschnittenen Bildern inszeniert er die Erinnerung an Strummer, bringt Musik und Persönlichkeit, Politik und Menschlichkeit zusammen“. „Ein zerrissenes, rohes, handgemachtes Arsenal an Authentizität -- das pure Substrat einer Ära. In einer Zeit, der es an kulturellen Inspirationsfiguren mangelt.“

## Einspielergebnis
Bis zum 3. Januar 2008 spielte der Film in den Vereinigten Staaten und Kanada 239.149 US-Dollar ein. Bis zum 16. Dezember 2007 waren es in allen anderen Ländern 718.872 US-Dollar.

## Soundtrack
| #  | Titel                                     | Sänger                        | Komponist                                                                   | Bemerkung                                             |
| -- | ----------------------------------------- | ----------------------------- | --------------------------------------------------------------------------- | ----------------------------------------------------- |
| 1  | Crawfish                                  | Elvis Presley                 | Fred Wise und Ben Weisman                                                   | King Creole o.s., 1958                                |
| 2  | White Riot                                | The Clash                     | Joe Strummer und Mick Jones                                                 | demo mix (prod: J.Temple), 1977                       |
| 3  | Rock the Casbah                           | Racid Taha                    | Mick Jones, Joe Strummer, Paul Simonon, Topper Headon                       | Tekitoi, 2004                                         |
| 4  | Black Sheep Boy                           | Tim Hardin                    | Tim Hardin 2, 1967                                                          |                                                       |
| 5  | Small Axe                                 | Bob Marley                    |                                                                             |                                                       |
| 6  | Armagideon Time                           | The Clash                     | Willie Williams, Jackie Mittoo, Coxsone Dodd                                | UK-Single (Black Market Clash), 1979                  |
| 7  | Day-O                                     | The Rolling Stones            | (Traditional lyrics) William A. Attaway, Irving Louis Burgie                |                                                       |
| 8  | Carol                                     | Harry Belafonte               | Chuck Berry                                                                 |                                                       |
| 9  | Kick Out The Jams                         | MC5 (live)                    | Fred ‘Sonic’ Smith, Dennis Thompson, Wayne Kramer, Michael Davis, Rob Tyner | Kick Out The Jams, 1967                               |
| 10 | Rangers Command                           | Woody Guthrie                 |                                                                             | Buffalo Skinners: The Asch Recordings, Volume 4, 1944 |
| 11 | See Emily Play                            | Pink Floyd                    | Syd Barrett                                                                 |                                                       |
| 12 | Locks & Bolts & Hinges                    | Tymon Dogg                    |                                                                             |                                                       |
| 13 | Izinkomo Zombango                         | Mzikayifani Buthelezi         |                                                                             |                                                       |
| 14 | The Brooding Sound Of Madness             | Joe Strummer                  |                                                                             |                                                       |
| 15 | Natty Rebel                               | U-Roy                         | MTV News Interview, 2002                                                    |                                                       |
| 16 | Over the Rainbow                          | Israel Kamakawiwoʻole         | E.Y. Harburg und Harold Arlen                                               |                                                       |
| 17 | Shake Your Hips                           | The 101’ers                   |                                                                             |                                                       |
| 18 | Minuet                                    | Ernest Ranglin                | In Search of the Lost Riddim, 1998                                          |                                                       |
| 19 | I Ain’t Got No Home In This World Anymore | Tymon Dogg und Joe Strummer   |                                                                             |                                                       |
| 20 | Glory Bound Train                         | Bukka White                   |                                                                             |                                                       |
| 21 | Crummy Bum Blues                          | The Vultures                  |                                                                             |                                                       |
| 22 | Junco Partner                             | The 101’ers                   |                                                                             |                                                       |
| 23 | Problems                                  | The Sex Pistols               |                                                                             |                                                       |
| 24 | London’s Burning                          | The Clash                     | Joe Strummer and Mick Jones                                                 |                                                       |
| 25 | Keys To Your Heart                        | The 101’ers                   | The Chiswick Story, 1976                                                    |                                                       |
| 26 | I’m So Bored With The USA                 | The Clash                     | Joe Strummer and Mick Jones                                                 |                                                       |
| 27 | 1977                                      | The Clash                     | The Clash (Mick Jones, Joe Strummer, Paul Simonon, Topper Headon)           |                                                       |
| 28 | Police & Thieves                          | The Clash                     | Junior Murvin                                                               |                                                       |
| 29 | What’s My Name                            | The Clash                     | Joe Strummer, Mick Jones, Joe Levene                                        |                                                       |
| 30 | Split                                     | Slits                         |                                                                             |                                                       |
| 31 | Garageland                                | The Clash                     | Joe Strummer, Mick Jones                                                    |                                                       |
| 32 | White Man In Hammersmith Palais           | The Clash                     | Joe Strummer, Mick Jones                                                    |                                                       |
| 33 | The Call Up                               | The Clash                     | The Clash (Mick Jones, Joe Strummer, Paul Simonon, Topper Headon)           |                                                       |
| 34 | Best Dressed Chicken In Town              | Dr. Alimantado                |                                                                             |                                                       |
| 35 | Blitzkrieg Bop                            | Ramones                       | Dee Dee Ramone und Tommy Ramone                                             |                                                       |
| 36 | I Fought The Law                          | The Clash                     | Sonny Curtis                                                                |                                                       |
| 37 | Magnificent Seven                         | The Clash                     | The Clash (Mick Jones, Joe Strummer, Paul Simonon, Topper Headon)           |                                                       |
| 38 | London Calling                            | The Clash                     | Mick Jones, Joe Strummer                                                    | BBC World Service Recordings                          |
| 49 | Rock The Casbah                           | The Clash                     | Mick Jones, Joe Strummer, Paul Simonon, Topper Headon                       |                                                       |
| 40 | Should I Stay Or Should I Go              | The Clash                     | Mick Jones, Joe Strummer, Paul Simonon, Topper Headon                       |                                                       |
| 41 | C’mon Every Beatbox                       | Big Audio Dynamite            |                                                                             |                                                       |
| 42 | Nervous Breakdown                         | Eddie Cochran                 | Eddie Cochran                                                               | Never To Be Forgotten, 1958                           |
| 43 | Omotepe                                   | Joe Strummer                  |                                                                             |                                                       |
| 44 | Pata Pata                                 | Miriam Makeba                 |                                                                             |                                                       |
| 45 | Who’s Gonna Shoe Your Pretty Little Foot  | The Clash                     | Woody Guthrie                                                               |                                                       |
| 46 | (In The) Pouring Rain                     | The Clash                     | Joe Strummer                                                                | Paramount Theater, Seattle, WA 1984                   |
| 47 | Filibustero                               | Joe Strummer                  |                                                                             |                                                       |
| 48 | Pain My Heart                             | Otis Redding                  |                                                                             |                                                       |
| 49 | You Don’t Dance To Techno Anymore         | Alabama 3                     |                                                                             |                                                       |
| 50 | Tony Adams                                | Joe Strummer & The Mescaleros |                                                                             |                                                       |
| 51 | Career Opportunities                      | The Clash                     | Joe Strummer und Mick Jones                                                 |                                                       |
| 52 | Corrina Corrina                           | Bob Dylan                     | Bo Carter, Mitchell Parish, Spencer Williams                                | Buffalo Skinners: The Asch Recordings, Volume 4, 1944 |
| 53 | Trash City                                | Latino Rockabilly War         | Permanent Record o.s., 1988                                                 |                                                       |
| 54 | The Memphis Train                         | Rufus Thomas                  |                                                                             |                                                       |
| 55 | Martha Cecilia                            | Andres Landeros               |                                                                             |                                                       |
| 56 | Techno D-Day                              | Joe Strummer & The Mescaleros |                                                                             |                                                       |
| 57 | A Rockin’ World                           | Joe Strummer                  |                                                                             |                                                       |
| 58 | Minstrel Boy                              | Joe Strummer & The Mescaleros |                                                                             |                                                       |
| 59 | To Love Somebody                          | Nina Simone                   | Barry Gibb und Robin Gibb                                                   | To Love Somebody, 1967                                |
| 60 | Get Down Moses                            | Joe Strummer & The Mescaleros |                                                                             |                                                       |
| 61 | The Rose of Erin                          | Joe Strummer                  |                                                                             |                                                       |
| 62 | Vaseline                                  | Elastica                      |                                                                             |                                                       |
| 63 | Willesden to Cricklewood                  | Joe Strummer & The Mescaleros |                                                                             | Rock Art and the X-Ray Style, 1999                    |
| 64 | Yalla Yalla                               | Joe Strummer & The Mescaleros |                                                                             |                                                       |
| 65 | Johnny Appleseed                          | Joe Strummer & The Mescaleros |                                                                             | Global A Go-Go, 2001                                  |